# 跟腱
跟腱，又称为阿基里斯腱（源于希腊神话中的“阿基里斯之踵”），是位于小腿后侧的肌腱。
跟腱是人体中最粗壮有力的肌腱。由腓腸肌和比目鱼肌向下融合而成，连接于跟骨后侧。跟腱的主要功能为屈小腿与足跖屈。
行走时跟腱所承受的负荷可达体重的3.9倍，跑步时则可达体重的7.7倍。